# 1987 en bande dessinée
| Années de la bande dessinée : 1984 - 1985 - 1986 - 1987 - 1988 - 1989 - 1990    |
| Décennies de la bande dessinée : 1950 - 1960 - 1970 - 1980 - 1990 - 2000 - 2010 |

Cet article présente les faits marquants de l'année 1987 en bande dessinée.

## Événements
- 30 janvier au 1er février : 14e Festival international de la bande dessinée d'Angoulême : Festival d'Angoulême 1987.
- février : Aux États-Unis, sortie de Wonder Woman #1 (nouvelle série) (George Pérez remet au goût du jour l'univers de Wonder Woman), chez DC Comics
- juillet : sortie de Uncle Scrooge no 219 (avec le Fils du soleil, première histoire de Picsou par Don Rosa), chez Gladstone Books
- 19-20 juillet : Jean-Claude Pertuzé monte au sommet du Vignemale (3 298 m), dans les Pyrénées, et réalise dans la grotte du Paradis, en moins de 24 heures, un portfolio de 32 planches intitulé Le Jour du Vignemale, éditions Loubatières, Toulouse. Le portfolio est imprimé à 750 exemplaires le 20 et mis en vente le 22 à Cauterets.
- octobre : sortie de Watchmen no 1, (Alan Moore revisite le mythe des super-héros), chez DC Comics
- Yves Millet, libraire et directeur de revues, lance au Québec les Éditions du Phylactère.

## Nouveaux albums
Voir aussi : Albums de bande dessinée sortis en 1987
Environ 650 albums sont publiés en 1987, dont 550 nouveautés, principalement par Glénat, Dupuis et Dargaud ; c'est un chiffre relativement stable depuis 1984. Autour de 60 % des albums ont été prépubliés dans des périodiques, malgré la poursuite du déclin de la presse, qui apparaît irrémédiable. Sur ces 650 albums, 540 sont du matériel créé en langue française et 110 des traductions. Certains critiques continuent à parler de crise de surproduction, tandis que d'autres y voient une chance pour les jeunes auteurs et pour les lecteurs. Tous remarquent cependant que 1987 a vu la raréfaction des bandes dessinées franco-belges de grande qualité, alors que Watchmen ou Dark Knight sont traduits en français.
Avec un tirage initial de 5,6 millions d'exemplaires en seize langues, dont deux millions en français, Astérix chez Rahàzade constitue la plus grosse mise en place de l'histoire de l'édition française. D'autres albums sont tirés à plus de 500 000 exemplaires : Le Lourd Passé de Lagaffe (Gaston Lagaffe), Billets de Bill (Boule et Bill), Nitroglycérine (Lucky Luke). D'autres séries tous publics dépassent les 100 000 exemplaires (Spirou et Fantasio, Yoko Tsuno, Les Tuniques bleues), ainsi que quelques albums pour adultes : Le Parfum de l'Invisible de Milo Manara et L'Œuf des ténèbres de Régis Loisel et Serge Le Tendre.

### Franco-belge
| Sortie   | Titre                                                      | Scénariste                                | Dessinateur                      | Coloriste       | Éditeur               |
| -------- | ---------------------------------------------------------- | ----------------------------------------- | -------------------------------- | --------------- | --------------------- |
| janvier  | Le Cycle de Taï-Dor, tome 1 : Les Gants de Taï-Dor         | Serge Le Tendre, Rodolphe                 | Luc Foccroulle, Jean-Luc Serrano |                 | Vents d'Ouest         |
| janvier  | Le Templier de Notre-Dame, t. 2 : La Nuit du Golem         | Christian Piscaglia                       | Willy Harold Vassaux             | Studio Leonardo | Dargaud               |
| janvier  | Les Chroniques de l'impossible, t. 1 : La Maison de Bruges | Christian Piscaglia                       | Claude Laverdure                 |                 | Dargaud Benelux       |
| avril    | Amours Volatiles                                           | Ptiluc                                    |                                  |                 | Vents d'Ouest         |
| avril    | Cuscute, tome 1 : La Cathédrale engloutie                  | Joëlle Savey                              | Joëlle Savey                     |                 | Fleurus               |
| avril    | Le Soleil des loups, tome 1 : Le Soleil des loups          | Gilles Gonnort, Eric Gratien, Arthur Qwak |                                  |                 | Vents d'Ouest         |
| mai      | Rona, t. 4 : Rona et le roi du Rock                        | Malo Louarn                               | Malo Louarn                      |                 | Éditions Ouest-France |
| août     | Spirou et Fantasio, t. 39 : Spirou à New York              | Tome                                      | Janry                            | De Becker       | Dupuis                |
| octobre  | Kelly Green, t. 5 : La Flibuste de la B.D.                 | Stan Drake                                | Leonard Starr                    |                 | Dargaud               |
| octobre  | Le Pays des elfes, t. 5 : La Quête des Elfes               | Wendi Pini, Richard Pini                  |                                  |                 | Vents d'Ouest         |
| novembre | Le Pays des elfes, t. 6 : Départ vers l'inconnu            | Wendi Pini, Richard Pini                  |                                  |                 | Vents d'Ouest         |
| novembre | Cuscute, tome 2 : Les yeux de jade                         | Joëlle Savey                              | Joëlle Savey                     |                 | Fleurus               |
| décembre | Les Veines de l'Occident, tome 2 : Le Cheval démon         | René Durand                               | Frédéric Boilet                  |                 | Glénat                |

### Comics
| Sortie | Titre       | Scénariste | Dessinateur | Coloriste | Éditeur |
| ------ | ----------- | ---------- | ----------- | --------- | ------- |
| ?      | à compléter |            |             |           |         |
| ?      | …           |            |             |           |         |

### Mangas
| Sortie | Titre       | Scénariste | Dessinateur | Coloriste | Éditeur |
| ------ | ----------- | ---------- | ----------- | --------- | ------- |
| ?      | à compléter |            |             |           |         |
| ?      | …           |            |             |           |         |

## Naissances
- 10 mai : Ugo Bienvenu
- 21 septembre : Bianca Pinheiro
- Simon Roussin

## Décès
- 20 février :
  - Edgar P. Jacobs (Blake et Mortimer)
  - Wayne Boring
- 27 février :
  - Darrell McClure, auteur de comic strips
  - Bill Holman
- 8 août : Jean Frisano, auteur de couvertures de magazines de bandes dessinées
- 29 décembre : Raeburn Van Buren

## Documentation
- Stan Barets et Thierry Groensteen, « Le Grand Chambardement », dans L’Année de la bande dessinée 87/88, Grenoble : Glénat, 1987, p. 6-7.
- Philippe Bronson, « Ventes : Les Best-Sellers », dans L’Année de la bande dessinée 87/88, Grenoble : Glénat, 1987, p. 16.
- Thierry Groensteen, « La Production en chiffres », dans L’Année de la bande dessinée 87/88, Grenoble : Glénat, 1987, p. 12-15.
- Claude Moliterni et Philippe Mellot, « 1987 », dans Chronologie de la bande dessinée, Paris, Flammarion, coll. « Tout l'art : Encyclopédie », décembre 1996, 265 p. (ISBN 208012286X), p. 234-235.